# Deluca Film
Deluca Film A/S er et dansk produktionsselskab, etableret i 1995, der arbejder med dokumentar, fiktion og reklamer.
Blandt de nyeste produktioner kan nævnes TV 2-serien ”Hvide Sande”, en række julefilm og -serier samt dokumentarer som ”Djævelens Advokat” og ”Brittas døtre taler ud”.

## Spillefilm
- Emma og Julemanden, 2015
- Julemandens datter, 2018
- Julemandens datter 2, 2020
- Gud taler ud, 2017
- Ser du månen, Daniel, 2019
- Tag min hånd, 2022

## TV
- Hvide Sande[1]
- Ludvig & Julemanden
- Tvillingerne & Julemanden
- Mit liv som Bent
- Kongeriget

## Dokumentar
- Brittas døtre taler ud[2]
- Misbrugt i Frikirken
- Djævelens advokat[3]
- Blodspor
- Kanal 5 afslører
- Britta og de forsvundne millioner
- Psykiatriens dilemma[4]
- Skydeordren, der blev væk[4]
- Kampen om vores barnebarn[4]

## Ekstern henvisning
- Officiel hjemmeside
- Deluca Film A/S i Det Centrale Virksomhedsregister (CVR)

|  | Denne artikel om en virksomhed kan blive bedre, hvis der indsættes et (bedre) billede. Du kan hjælpe ved at afsøge Wikimedia Commons for et passende billede eller lægge et op på Wikimedia Commons med en af de tilladte licenser og indsætte det i artiklen. |